# ヴァレンティーナ・モネッタ
ヴァレンティーナ・モネッタ（イタリア語: Valentina Monetta、1975年3月1日 - ）は、サンマリノの歌手である。
2008年、ユーロビジョン・ソング・コンテストのサンマリノ代表選考に楽曲「Se non ci sei tu」で挑んだものの代表の座を得ることはできなかった。
2012年3月14日、サンマリノRTVは、同年5月にアゼルバイジャン・バクーで開催されるユーロビジョン・ソング・コンテスト2012のサンマリノ代表にモネッタの楽曲「Facebook Uh, Oh, Oh」を選出したことを発表した。しかし欧州放送連合は直後の3月18日に、題名や歌詞でFacebookに言及するこの楽曲が商業的メッセージを含むものであり、ユーロビジョン・ソング・コンテストのルール1.2.2.g（商業的メッセージの禁止）に反すると判定した。サンマリノは3月23日までに新たな楽曲をエントリするか、もしくは歌詞を変更するよう求められた。この結果、3月22日にサンマリノRTVは楽曲の歌詞を変更し、題名を「The Social Network Song」と改めたことを発表した。新しい歌詞は以前のものとほとんど同じであるが、Facebookへの直接的言及を避けたものとなった。
2012年5月にバクーで開催されたユーロビジョン・ソング・コンテスト2012本戦では準決勝で敗れて、決勝に進むことはできなかった。しかし、ユーロビジョン・ソング・コンテストにおいて準決勝で14位という順位はサンマリノ史上最も高い順位であった。
2013年1月30日、サンマリノはユーロビジョン・ソング・コンテスト2013の代表として再びモネッタを選出し、「Crisalide (Vola)」が代表曲となったことを発表した。この楽曲は作曲がラルフ・シーゲル、作詞がマウロ・バレストリ（Mauro Balestri）によるものである。

## ディスコグラフィー

### アルバム
| 題名                   | 詳細                                                                 |
| ---------------------- | -------------------------------------------------------------------- |
| Il mio gioco preferito | - 発売日: 2011年9月19日 - 発売元: MFV - 形式: デジタル・ダウンロード |

### シングル
| 年     | 題名                       | 収録アルバム           |
| ------ | -------------------------- | ---------------------- |
| 2002年 | "Sharp"                    | 未収録                 |
| 2008年 | "Se Non Ci Sei Tu"         | 未収録                 |
| 2011年 | "Una Giornata Bellissima"  | Il Mio Gioco Preferito |
| 2012年 | "I'll Follow the Sunshine" | 未収録                 |
| 2012年 | "The Social Network Song"  | 未収録                 |
| 2013年 | "Crisalide (Vola)"         | 未収録                 |